# Playa de Santa María del Mar
La playa de Santa María del Mar (también conocida como «playita de Las Mujeres») es una playa de la ciudad de Cádiz (España). Se encuentra en la zona de extramuros, delimitada por dos espigones.
Es la continuación de la Playa de la Victoria y se extiende desde la altura de Plaza Asdrúbal, aproximadamente, hasta la de Puerta Tierra.
Junto al resto de playas de la ciudad, pertenece a la llamada Costa de la Luz.

## Descripción
La playa está delimitada por un par de espigones a cada lado. Tiene una longitud de entre 630 y 850 metros.
Un talud alto e inclinado separa la playa del paseo marítimo. Existen tres accesos habilitados, de norte a sur: una rampa curvilínea, unas escaleras, y una rampa recta.
Su morfología genera unas buenas condiciones para la práctica del surf, que legalmente solo se puede practicar fuera de las horas de baño o en temporada baja. En días de temporal se producen grandes olas que atraen a los surfistas.

## Historia
A principios del siglo XX existía en esta playa una almadraba, en la que se produjo el famoso hallazgo de los «duros antiguos» o también «la calderilla de Benito Soto».
Se trata de unas mil quinientas monedas de curso legal durante el reinado de Fernando VI, que algunos  relacionaron con el bergantín La Burla Negra del pirata Benito Soto.

## Valor ecológico
En 2014, se descubrió en esta playa junto a otras de Marruecos y otras costas, una nueva especie de molusco denominada Piseinotecus soussi, perteneciente a la familia de los invertebrados marinos nudibranquios, un tipo de babosa de mar.